# Hennadij Medwediew
Hennadij Mykołajowycz Medwediew (ukr. Геннадій Миколайович Медведєв; ur. 7 lutego 1975 w Kijowie) – ukraiński piłkarz, grający na pozycji obrońcy, a wcześniej pomocnika i napastnika.

## Kariera piłkarska

### Kariera klubowa
Wychowanek Dynama Kijów, w składzie trzeciej drużyny rozpoczął karierę piłkarską. W 1995 roku został piłkarzem Dnipra Czerkasy. W pierwszej połowie 2007 występował w drugiej drużynie CSKA-2 Kijów. Latem 1997 przeszedł do Zirki Kirowohrad, skąd następnego lata przeniósł się do Worskły Połtawa. W sezonie 1999/2000 został wypożyczony do zespołu Adoms Krzemieńczuk. Po zakończeniu rundy jesiennej sezonu 2010/11 postanowił zakończyć karierę piłkarską.

## Kariera trenerska
Po zakończeniu kariery piłkarskiej od stycznia 2011 pomaga trenować młodzieżowy skład Worskły Połtawa.

## Sukcesy i odznaczenia

### Sukcesy klubowe
- zdobywca Pucharu Ukrainy: 2010